# Krông Năng (xã)
Krông Năng là một xã thuộc huyện Krông Pa, tỉnh Gia Lai, Việt Nam.
Xã Krông Năng có diện tích 25,63 km², dân số năm 1999 là 2.397 người, mật độ dân số đạt 94 người/km².